# Nordeste (region)
Nordeste er betegnelsen for den nordøstlige region i Brasilien og består af de ni delstater Alagoas, Bahia, Ceará, Maranhão, Paraíba, Pernambuco, Piauí, Rio Grande do Norte og Sergipe. Cirka 30% af Brasiliens befolkning bor i denne region. Folk, som bor eller kommer fra dette område, kaldes ofte for nordestinos.

## Geografi og klima
Nordøst-Brasilien kan groft deles ind i tre zoner. Langs med kysten finder man et bælte med tropisk klima og en del nedbør. Dette er et frodigt område, som tidligere var dækket af skov og kaldes for Mata Atlantica. Skoven blev hugget ned i kolonitiden, og nu dyrkes der blandt andet sukkerrør i dette bælte. Længere inde i regionen kommer man til en tørrere overgangszone, og længst inde finder man området, som kaldes Sertão, og som har et meget tørt klima.

## Kultur
Kulturen i Nordøst er rig og mangfoldig med historiske bycentrer blandt andet i Salvador, Olinda og Recife. Danse som samba, lambada og frevo samt musikgenrer som forró og axé har deres oprindelse i denne region. Det samme gælder kampsporten capoeira og religionen candomblé.

## Økonomi
Langs kysten og i de historiske byer er økonomien baseret på turisme og landbrug, hvoraf sukkerrør er en vigtig indtægtskilde. Rundt omkring i de større byer findes der også en del industri. Nogen af delstaterne har indtægter fra olie.

## Fakta
- Areal: 1.561.177 km² (16%)
- Befolkning: 47 700 000 indb. (30.55 indb./km²; 27.5%)
- BNP: ~48.1bi US$ (~12%)
- Største byer: Salvador (2.440.828); Fortaleza (2.138.234); Recife (1.421.993); São Luís (868.047); Maceió (796.842); Teresina (714.583); Natal (709.536); João Pessoa (595.429); Jabotão dos Guararapes; (580.795); Feira de Santana (481.137); Aracaju (461.083); Olinda (368.666); Campina Grande (354.546)

## Delstater og hovedstæder
- Alagoas – Maceió
- Bahia – Salvador
- Ceará – Fortaleza
- Maranhão – São Luís
- Paraíba – João Pessoa
- Pernambuco – Recife
- Piauí – Teresina
- Rio Grande do Norte – Natal
- Sergipe – Aracaju